# Far East Cup w biegach narciarskich 2021
Far East Cup w biegach narciarskich 2021 to kolejna edycja tego cyklu zawodów. Rywalizacja rozpocznie się 3 lutego 2021 r. w południowokoreańskim ośrodku narciarskim Alpensia Resort, a zakończy się 13 lutego 2021 r. w japońskim Shiramine.
W poprzednim sezonie tego cyklu najlepszą wśród kobiet była reprezentantka Korei Południowej Lee Chae-won, a wśród mężczyzn Japończyk Hikari Fujinoki.

## Kalendarz i wyniki

### Kobiety
| Lp.             | Data             | Miejscowość                        | Dystans                            | 1. miejsce    | 2. miejsce      | 3. miejsce     |
| --------------- | ---------------- | ---------------------------------- | ---------------------------------- | ------------- | --------------- | -------------- |
|                 | 19 grudnia 2020  | Alpensia Resort                    | 5 km s. klasycznym                 | Odwołano      | Odwołano        | Odwołano       |
| 20 grudnia 2020 | 5 km s. dowolnym | Alpensia Resort                    | Odwołano                           | Odwołano      | Odwołano        |                |
| 26 grudnia 2020 | Otoineppu        | 5 km s. klasycznym                 | Odwołano                           | Odwołano      | Odwołano        |                |
| 27 grudnia 2020 | Otoineppu        | 5 km s. dowolnym                   | Odwołano                           | Odwołano      | Odwołano        |                |
| 6 stycznia 2021 | Sapporo          | Sprint s. dowolnym                 | Odwołano                           | Odwołano      | Odwołano        |                |
| 7 stycznia 2021 | Sapporo          | 5 km s. klasycznym                 | Odwołano                           | Odwołano      | Odwołano        |                |
| 8 stycznia 2021 | Sapporo          | 10 km s. dowolnym (bieg pościgowy) | Odwołano                           | Odwołano      | Odwołano        |                |
| 1.              | 3 lutego 2021    | Alpensia Resort                    | 10 km s. klasycznym                | Lee Jin-bok   | Lee Geon-yong   | Jeong Jong-won |
| 2.              | 4 lutego 2021    | Alpensia Resort                    | 10 km s. dowolnym                  | Kim Eun-ho    | Kim Min-woo     | Lee Geon-yong  |
| 3.              | 13 lutego 2021   | Shiramine                          | 15 km s. klasycznym (start masowy) | Takatsugu Uda | Takahiro Suzuki | Masato Tanaka  |

### Mężczyźni
| Lp.             | Data              | Miejscowość                        | Dystans                            | 1. miejsce   | 2. miejsce  | 3. miejsce     |
| --------------- | ----------------- | ---------------------------------- | ---------------------------------- | ------------ | ----------- | -------------- |
|                 | 19 grudnia 2020   | Alpensia Resort                    | 10 km s. klasycznym                | Odwołano     | Odwołano    | Odwołano       |
| 20 grudnia 2020 | 10 km s. dowolnym | Alpensia Resort                    | Odwołano                           | Odwołano     | Odwołano    |                |
| 26 grudnia 2020 | Otoineppu         | 10 km s. klasycznym                | Odwołano                           | Odwołano     | Odwołano    |                |
| 27 grudnia 2020 | Otoineppu         | 10 km s. dowolnym                  | Odwołano                           | Odwołano     | Odwołano    |                |
| 6 stycznia 2021 | Sapporo           | Sprint s. dowolnym                 | Odwołano                           | Odwołano     | Odwołano    |                |
| 7 stycznia 2021 | Sapporo           | 10 km s. klasycznym                | Odwołano                           | Odwołano     | Odwołano    |                |
| 8 stycznia 2021 | Sapporo           | 15 km s. dowolnym (bieg pościgowy) | Odwołano                           | Odwołano     | Odwołano    |                |
| 1.              | 3 lutego 2021     | Alpensia Resort                    | 5 km s. klasycznym                 | Lee Chae-won | Lee Eui-jin | Han Da-som     |
| 2.              | 4 lutego 2021     | Alpensia Resort                    | 10 km s. dowolnym                  | Lee Chae-won | Han Da-som  | Lee Eui-jin    |
| 3.              | 13 lutego 2021    | Shiramine                          | 15 km s. klasycznym (start masowy) | Rin Sobue    | Nao Maita   | Kozue Takizawa |